# Barça TV
Barça TV è stato un canale televisivo catalano di tipo DVB-T, DVB-S e DVB-C di proprietà del Futbol Club Barcelona e disponibile anche su Canal+. Il canale era disponibile in catalano, inglese e spagnolo. Alcuni programmi di Barça TV erano mandati in onda anche su Fox Soccer Channel e ESPN. Originariamente il canale si chiamava Canal Barça, il cambio di denominazione in quella attuale è avvenuto nel febbraio 2004.
Il canale trasmetteva vecchie immagini e gol del Barcellona, allenamenti, interviste e partite in differita. Barça TV è stato trasmesso negli ultimi anni prima della chiusura anche in Italia, tradotto in lingua italiana, da alcune emittenti sportive, che ne hanno diffuso la visione in diverse fasce orarie, su Sportitalia dapprima e su Gazzetta TV in seguito.